# くるる (東京都府中市)
くるる (kururu) は、東京都府中市の府中駅南口に立地する複合商業施設。2005年（平成17年）3月17日開業。同日、中核施設となるシネマコンプレックス「TOHOシネマズ府中」が開館している。府中駅南口市街地再開発事業計画により建設された。
キャッチフレーズは「府中のまんなか、あったかパーク。」。名称の「くるる」は、建設中に現場から出土した「くるる鉤（かぎ）」にあやかっている。正式名称は「くるる」だが、地名を付して「府中くるる」とも称する。イメージキャラクターは羊の「ひるる」と「よるる」。

## 概要
府中駅南口市街地再開発事業計画の一環として、1995年に閉店した西友府中店と駅前商店街を含む跡地にオープンした。京王線府中駅南口改札からペデストリアンデッキによってフォーリスおよびミッテン府中（旧伊勢丹府中店）と直結している。その後、再開発事業の進展に伴い武蔵府中ル・シーニュの開業と同時にデッキが延伸され、フォーリス、くるる、武蔵府中ル・シーニュの3つの再開発ビルがデッキにより結ばれた。また府中駅構内の連絡通路によりぷらりと京王府中（旧称：京王府中ショッピングセンター）にも直結している。
商業棟と住宅棟で構成され、2棟は一体化しており、住宅棟は日本綜合地所の地上28階建て高層マンション「グランタワー府中ラ・アヴェニュー」が建設された。商業棟は地下2階・地上7階で、中央部分が吹き抜けのオープン型モールとなっている。商業ゾーンには映画館、ファッション、ファーストフード、レストランなどのほか、再開発前に営業していた中小店舗も入店している。くるる駐車場を併設する。くるる駐車場は、機械式駐車場で、地下2階にある。
2016年9月1日より、丸紅リアルエステートマネジメントが「くるる」のプロパティマネジメント (PM) 業務を開始した。テナント出店やイベントなどの管理業務については「くるる管理事務所」として、株式会社エム・エス・シーが実施している。
開業時に核店舗として、府中市では初となるシネマコンプレックスのTOHOシネマズ府中と、大型玩具店のトイザらス府中駅前店が出店したが、トイザらスは2020年3月31日に閉店。府中駅南口再開発で誘致した大型店舗としては、2019年9月30日に閉店した伊勢丹府中店以来の撤退となった。京王電鉄が運営する駅ビルに加え、再開発ビルが3つも建設されたことでオーバーストアになっている状態が懸念されており、「府中市中心市街地活性化ビジョン」の下で府中市、まちづくり府中、地元商店街、観光施設などの協力により中心市街地活性化が図られている。

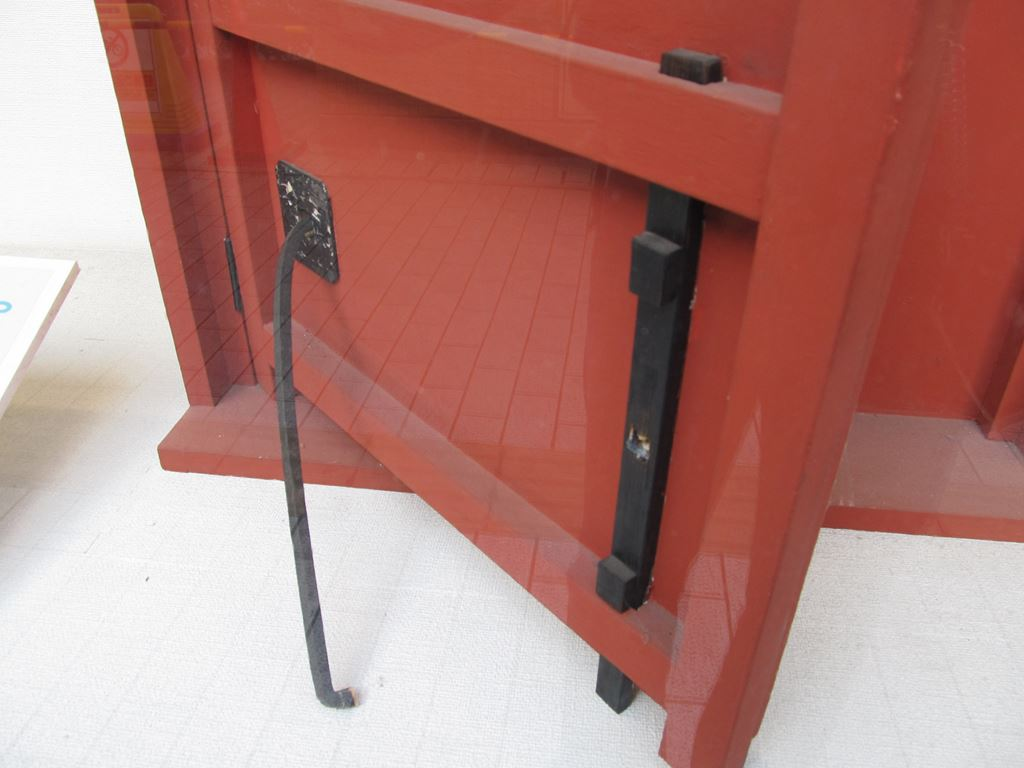
名称の由来となった「くるる鉤」

## 主な店舗

### 地下1階
- スシロー - 2022年2月2日開店[18]
- ガチャステ - 2021年12月18日開店[19]
- タイトーステーション - 2020年8月29日開店[20]。トイザらスの跡地に出店。454台のクレーンゲーム設置数は世界一としてギネス世界記録に認定された[21]。2021年からタイトーの主催する「クレーンゲーム選手権」の会場となっている[22][23]。
  - トイザらス府中駅前店 - 2020年3月31日閉店[15][24]

### 1階
- Câlin Canin（カランカナン） - 犬雑貨・犬用品。2024年10月12日開店[25]。
  - ひまわり - 雑貨・アクセサリー。2024年9月15日閉店[26]。
- ジェイコムショップ府中店
- スパークル府中 - パチンコ・パチスロ。
- E-KITCHEN - お弁当・軽食
- iPhone修理救急便
- メモリードセレモニーサポートセンター - 冠婚葬祭・保険
- B-R サーティワンアイスクリーム府中くるる店
- JB's TOKYO - グルメバーガー専門店。2022年12月22日開店[27][28]
- ワインレストラン Le Conte
- セブン-イレブン府中くるる店 - 2023年10月6日開店[29]
  - 浜喜屋 - 鮮魚・食品。2023年5月28日閉店[30]
- おたからや
- ケンタッキーフライドチキン イートインスペース
  - 東条フルーツ - 果物・野菜。2023年9月18日閉店[31]
- KIZUNA DINING & WANTOK CAFE - カフェ＆ダイナー。2024年3月6日開店[32]
- 交陽商事 - 不動産
- ケンタッキーフライドチキンくるる府中店
- らいおんラーメン府中本店 - 1981年創業。
- にしやまクリニック - 訪問診療・外科・内科。2022年11月1日開業。
- コッティコーヒー - カフェ。2024年4月6日開店[33]
  - ミートショップいせや - 精肉・総菜。1954年創業。2024年1月31日閉店[34]。
- ココマンナ 府中くるる店 - クレープ店。サブウェイ跡地に出店。2018年7月26日開店[35]
  - サブウェイくるる府中店 - エージー・コーポレーション（2019年破産）が運営。2012年3月14日開店[36][37][38]、2018年3月31日閉店[39]。
- 多摩信用金庫ATM
- きらぼし銀行ATM
- ロッタリーショップ
- TUCショップ
- ステージナイン - 洋服リフォーム
- Free nail - ネイルサロン。2023年11月4日開店[40]
- 保険見直し本舗
- 薬マツモトキヨシ matsukiyoLAB 府中駅南口くるる店
- クリーニングキャロット
- 催事場

### 2階
- QBハウス  - 2018年3月20日開店
- Dr.ストレッチ - 2018年5月12日開店[41]
- Dearパティズ -  バラエティ&ファンシー雑貨。2018年11月3日開店[42]
- SM2 keittiö（サマンサモスモス ケイッティオ）- レディスファッション
- VÉRITÉ（ベリテ） - ジュエリー。2023年6月2日開店[43]
  - la primavera（ラ・プリマヴェーラ）- レディスファッション・服飾雑貨。2018年3月3日開店[44]。2023年1月19日閉店
- B.L.U.E. - レディスファッション
- Té chichi/Lugnoncure（テチチ/ルノンキュール）- レディスファッション
- スターバックスコーヒー
- リフォームプライス - リフォーム。2024年10月12日開店[45]。
  - RAGE（レイジ） - バッグ＆ファッション。2024年1月13日開店[46]。2024年7月7日閉店[47]。
  - MINECRAFT POP UP STORE - キャラクターグッズ。期間限定、2023年10月6日開店[48]。2024年1月8日閉店[49]。
  - アジアン雑貨トコ - 輸入雑貨。2023年1月6日開店[50][51]。2023年9月28日閉店[52]
  - Flaps（フラップス）- 古着屋。2022年4月2日開店[53]。2022年12月24日閉店
- まる - 居酒屋
- メガネのアド・アドコンタクト - 眼鏡・コンタクトレンズ。2024年11月1日開店[54]。
  - 株式会社パンジー直営店 - 婦人靴・ルームシューズ。2019年7月27日開店[55][56]。2024年8月30日閉店[57]。
- バレンザ・ポー - ミセスファッション
- 起家（チーチャ）- 麻雀
- HORIZON - アクセサリー・雑貨
- TSUTAYA Trading Card - トレーディングカード。2024年8月30日開店[58]。
  - ハニーズ - レディスファッション。2023年2月28日閉店
- 英会話イーオン
- Right-on - メンズ・レディス・キッズファッション
- テルル - 携帯電話・スマートフォンショップ。2022年10月28日開店[59]
- ABCマート
- プリクラコーナー

### 3階
- 府中市子ども家庭支援センター「たっち」
- シーズンズ季の香 府中店 - 美容室
- Seria府中くるる店 - 2024年1月23日開店[60]。
  - キャンドゥ - 2023年11月5日閉店[61]
- ちゃいるど中野歯科医院
- プリクラコーナー

### 4階
- ぱすたかん
- ダッキーダック
- トータルセラピー -  リラクゼーション。2019年6月21日開店[62]
  - ル・タン (Le temps) ステーション - トータルセラピーへ変更のため、2019年6月5日閉店[63]
- ストックマート - コストコ再販店。2022年8月30日開店[64][65]。
  - Café Restaurant Usasuke - 洋食。2023年4月27日開店[66]。2024年6月27日臨時休業[67]→閉店。
  - ポムの樹 - 2023年3月31日閉店[68]
  - Space KURURU by Breath - コワーキング・レンタルスペース。2022年4月28日開店[69]。2024年11月30日閉店[70]。
- 焼肉名門 - 店舗改装のため2023年5月10日から一時休業[71]。2023年7月14日営業再開[72]
  - 祥龍餃子房 - 中華料理。2023年1月27日臨時休業[73]。2023年5月10日閉店[74]
  - 韓国家庭料理 市場（シジャン） 2025年2月9日閉店[75]。
- 信州そば処 そじ坊

### 5階

#### TOHOシネマズ府中
9スクリーン、1,990席（車椅子16席）を完備するTOHOシネマズが運営するシネマコンプレックス。2016年12月に「MediaMation MX4D」を導入。
| No. | 座席数 | 車椅子 | サイズ(m) | サイズ(m) | 備考                 |
| No. | 座席数 | 車椅子 | 縦        | 横        | 備考                 |
| --- | ------ | ------ | --------- | --------- | -------------------- |
| 1   | 220    | 1      | 5.1       | 12.1      |                      |
| 2   | 499    | 2      | 6.1       | 14.8      |                      |
| 3   | 230    | 2      | 5.1       | 12.3      |                      |
| 4   | 154    | 2      | 4.5       | 11.0      |                      |
| 5   | 231    | 2      | 4.0       | 9.6       |                      |
| 6   | 80     | 2      | 4.2       | 10.2      | MX4D                 |
| 7   | 233    | 2      | 4.0       | 9.6       |                      |
| 8   | 234    | 2      | 4.9       | 11.7      |                      |
| 9   | 109    | 1      | 3.6       | 8.5       | 旧プレミアスクリーン |

## 交通アクセス
- 京王線：府中駅 南口直結
- 南武線・武蔵野線：府中本町駅 徒歩12分
- くるる駐車場（324台収容）[1]

## 周辺
- 府中駅
  - ぷらりと京王府中（旧称：京王府中ショッピングセンター）- 京王電鉄が運営する府中駅の駅ビル
- 府中駅南口市街地再開発事業計画で建設された施設
  - フォーリス / ミッテン府中（旧：伊勢丹府中店）
  - 武蔵府中ル・シーニュ
- 大國魂神社